# Frati minori rinnovati
I Frati Minori Rinnovati (in latino Fratrum Minorum Renovatorum) sono un Istituto di vita consacrata di diritto diocesano, nell'arcidiocesi di Monreale: i membri di questo istituto religioso pospongono al loro nome la sigla F.M.R.
Il loro carisma è quello di rivivere, in maniera primigenia, la regola di San Francesco.

## Storia
Inizialmente nata come una Pia Unione, venne costituita il 24 dicembre 1972 a Monreale dall'arcivescovo Corrado Mingo: il primo nucleo era formato da sei frati cappuccini, (tra cui Padre Tommaso Maria di Gesù), che, dopo la pubblicazione del decreto Perfectae Caritatis all'indomani del Concilio Vaticano II, decisero di tornare alle origini del Francescanesimo.
Venne eretto in Istituto di vita consacrata di diritto diocesano, con decreto episcopale dell'arcivescovo di Monreale Salvatore Cassisa, l'11 giugno 1983.

## Diffusione
L'istituto conta circa 60 membri con tre comunità in Italia (Palermo, Corleone, Napoli), quattro in Colombia (Bogotà, El Retiro, Guática, La Cruz) e una in Tanzania (Pomerini, diocesi di Iringa).

## Ramo femminile
Esiste anche un ramo femminile, le Sorelle Minori di San Francesco, presenti in Italia (Palermo e Tusa) e in Colombia (Dosquebradas).